# Canzone popolare (1500 ca)
Canzone popolare (Francia, 1500 ca.) è una composizione per pianoforte solista di durata inferiore al minuto (55 secondi circa) di cui non si conosce l'autore.
Fu composta, come esplicitato dal titolo stesso, in Francia intorno al 1500, in epoca Rinascimentale, ed è orecchiabile e molto semplice a livello esecutivo. È in tonalità di Mi minore ed è un brano molto espressivo, melodico e cantabile.
Questa canzone è stata inserita da Ludovico Einaudi come primo brano nel suo album del 1996, Le onde, e di questo pezzo esiste anche lo spartito, contenuto nell'omonimo libro di partiture di Einaudi.